# Mesogona taedata
Mesogona taedata là một loài bướm đêm trong họ Noctuidae.